# Campionati europei di atletica leggera 2016 - Salto con l'asta femminile
Il salto con l'asta femminile ai Campionati europei di atletica leggera 2016 si è svolto tra il 7 e il 9 luglio 2016.

## Record
Prima di questa competizione, il record del mondo (RM), il record europeo (EU) ed il record dei campionati (RC) sono i seguenti:
| Record                | Prestazione | Atleta                 | Data                            | Competizione            |
| --------------------- | ----------- | ---------------------- | ------------------------------- | ----------------------- |
| Record mondiale       | 5,06 m      | Elena Isinbaeva Russia | 28 agosto 2009 Zurigo, Svizzera |                         |
| Record europeo        | 5,06 m      | Elena Isinbaeva Russia | 28 agosto 2009 Zurigo, Svizzera |                         |
| Record dei campionati | 4,80 m      | Elena Isinbaeva Russia | 12 agosto 2006 Göteborg, Svezia | Campionati europei 2006 |

## Programma
| Data          | Ora   | Turno          |
| ------------- | ----- | -------------- |
| 7 luglio 2016 | 9:35  | Qualificazioni |
| 9 luglio 2016 | 19:20 | Finale         |

## Risultati

### Qualificazioni
Si qualificano alla finale le atlete che saltano 4,55 m (Q) o le dodici migliori misure (q).
| Pos. | Gruppo | Nome                   | Nazionalità | 4,00 | 4,20 | 4,35 | 4,45 | 4,50 | Misura | Note |
| ---- | ------ | ---------------------- | ----------- | ---- | ---- | ---- | ---- | ---- | ------ | ---- |
| 1    | B      | Ekateríni Stefanídi    | Grecia      | -    | -    | -    | -    | xo   | 4,50 m | q    |
| 2    | A      | Femke Pluim            | Paesi Bassi | -    | o    | o    | o    | r    | 4,45 m | = q  |
| 2    | A      | Lisa Ryzih             | Germania    | -    | -    | -    | o    | r    | 4,45 m | q    |
| 4    | B      | Angelica Moser         | Svizzera    | -    | xo   | o    | o    | r    | 4,45 m | q    |
| 4    | B      | Martina Strutz         | Germania    | -    | xo   | o    | o    | r    | 4,45 m | q    |
| 6    | A      | Nikoléta Kiriakopoúlou | Grecia      | -    | -    | xxo  | o    | r    | 4,45 m | q    |
| 7    | A      | Michaela Meijer        | Svezia      | -    | o    | o    | xo   | r    | 4,45 m | q    |
| 8    | B      | Angelica Bengtsson     | Svezia      | -    | xxo  | o    | xo   | r    | 4,45 m | q    |
| 9    | A      | Minna Nikkanen         | Finlandia   | -    | xo   | o    | xxo  | r    | 4,45 m | q    |
| 9    | A      | Tina Šutej             | Slovenia    | -    | xo   | o    | xxo  | r    | 4,45 m | q    |
| 11   | B      | Rianna Galiart         | Paesi Bassi | o    | o    | o    | xxx  |      | 4,35 m | q    |
| 11   | B      | Wilma Murto            | Finlandia   | -    | -    | o    | xxx  |      | 4,35 m | q    |
| 11   | B      | Annika Roloff          | Germania    | -    | o    | o    | xxx  |      | 4,35 m | q    |
| 11   | B      | Iryna Yakaltsevich     | Bielorussia | o    | o    | o    | xxx  |      | 4,35 m | q    |
| 15   | B      | Marta Onofre           | Portogallo  | o    | xo   | o    | xxx  |      | 4,35 m |      |
| 15   | A      | Tori Pena              | Irlanda     | -    | xo   | o    | xxx  |      | 4,35 m |      |
| 17   | A      | Maryna Kylypko         | Ucraina     | -    | o    | xo   | xxx  |      | 4,35 m |      |
| 17   | B      | Jiřina Ptáčníková      | Rep. Ceca   | -    | -    | xo   | xxx  |      | 4,35 m |      |
| 19   | A      | Fanny Smets            | Belgio      | xo   | o    | xo   | xxx  |      | 4,35 m |      |
| 20   | B      | Sonia Malavisi         | Italia      | o    | o    | xxx  |      |      | 4,20 m |      |
| 21   | A      | Justyna Smietanka      | Polonia     | xxo  | xo   | xxx  |      |      | 4,20 m |      |
| 22   | A      | Rebeka Šilhanová       | Rep. Ceca   | o    | xxx  |      |      |      | 4,00 m |      |
| 23   | A      | Lisa Gunnarsson        | Svezia      | xo   | xxx  |      |      |      | 4,00 m |      |
| 23   | B      | Chloé Henry            | Belgio      | xo   | xxx  |      |      |      | 4,00 m |      |
| -    | B      | Romana Maláčová        | Rep. Ceca   | -    | xxx  |      |      |      | nm     |      |
| -    | A      | Nicole Büchler         | Svizzera    |      |      |      |      |      | dns    |      |

### Finale
| Pos.    | Nome                   | Nazionalità | 4,35 | 4,45 | 4,55 | 4,65 | 4,70 | 4,75 | 4,81 | 4,94 m | Misura | Note                                     |
| ------- | ---------------------- | ----------- | ---- | ---- | ---- | ---- | ---- | ---- | ---- | ------ | ------ | ---------------------------------------- |
| Oro     | Ekateríni Stefanídi    | Grecia      | -    | -    | o    | o    | o    | -    | xxo  | xxx    | 4,81 m | Record dei campionati                    |
| Argento | Lisa Ryzih             | Germania    | -    | -    | xo   | -    | xo   | r    |      |        | 4,70 m | Miglior prestazione personale stagionale |
| Bronzo  | Angelica Bengtsson     | Svezia      | o    | o    | xo   | o    | xxx  |      |      |        | 4,65 m | Miglior prestazione personale stagionale |
| 4       | Nikoléta Kiriakopoúlou | Grecia      | xo   | xo   | o    | xxx  |      |      |      |        | 4,55 m |                                          |
| 5       | Michaela Meijer        | Svezia      | xo   | o    | xo   | xxx  |      |      |      |        | 4,55 m |                                          |
| 6       | Femke Pluim            | Paesi Bassi | xo   | o    | xxx  |      |      |      |      |        | 4,45 m | =                                        |
| 7       | Angelica Moser         | Svizzera    | o    | xo   | xxx  |      |      |      |      |        | 4,45 m | =                                        |
| 7       | Wilma Murto            | Finlandia   | o    | xo   | xxx  |      |      |      |      |        | 4,45 m |                                          |
| 9       | Minna Nikkanen         | Finlandia   | o    | xxo  | xxx  |      |      |      |      |        | 4,45 m |                                          |
| 10      | Martina Strutz         | Germania    | xo   | xxo  | xxx  |      |      |      |      |        | 4,45 m |                                          |
| 11      | Annika Roloff          | Germania    | o    | xxx  |      |      |      |      |      |        | 4,35 m |                                          |
| 12      | Iryna Yakaltsevich     | Bielorussia | xxo  | xxx  |      |      |      |      |      |        | 4,35 m |                                          |
| -       | Tina Šutej             | Slovenia    | xxx  |      |      |      |      |      |      |        | nm     |                                          |
| -       | Rianna Galiart         | Paesi Bassi | xxx  |      |      |      |      |      |      |        | nm     |                                          |